# Souxhon
Souxhon is een plaats in de gemeente Flémalle in de Belgische provincie Luik. Souxhon behoort tot de deelgemeente Mons-lez-Liège.

## Bezienswaardigheden
- De Sint-Nikolaaskerk

## Natuur en landschap
Souxhon ligt op het Haspengouws Plateau, op een hoogte van ongeveer 140 meter, aan de rand van het Maasdal. Ten oosten en ten zuiden bevinden zich uitlopers van de Luikse agglomeratie, doch Souxhon bevindt zich in het landelijke gebied.

## Nabijgelegen kernen
Flémalle-Haute, Flémalle-Grande, Mons-lez-Liège, Horion-Hozémont
Deelgemeenten: Awirs · Chokier · Flémalle-Grande · Flémalle-Haute · Gleixhe · Ivoz-Ramet · Mons-lez-Liège

Overige plaatsen: Cahottes · Souxhon

Belgische gemeenten · arrondissement Luik · provincie Luik · Wallonië